# 70-мм зенитный миномёт

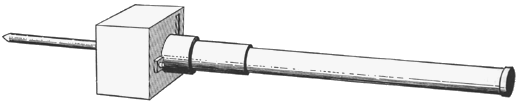

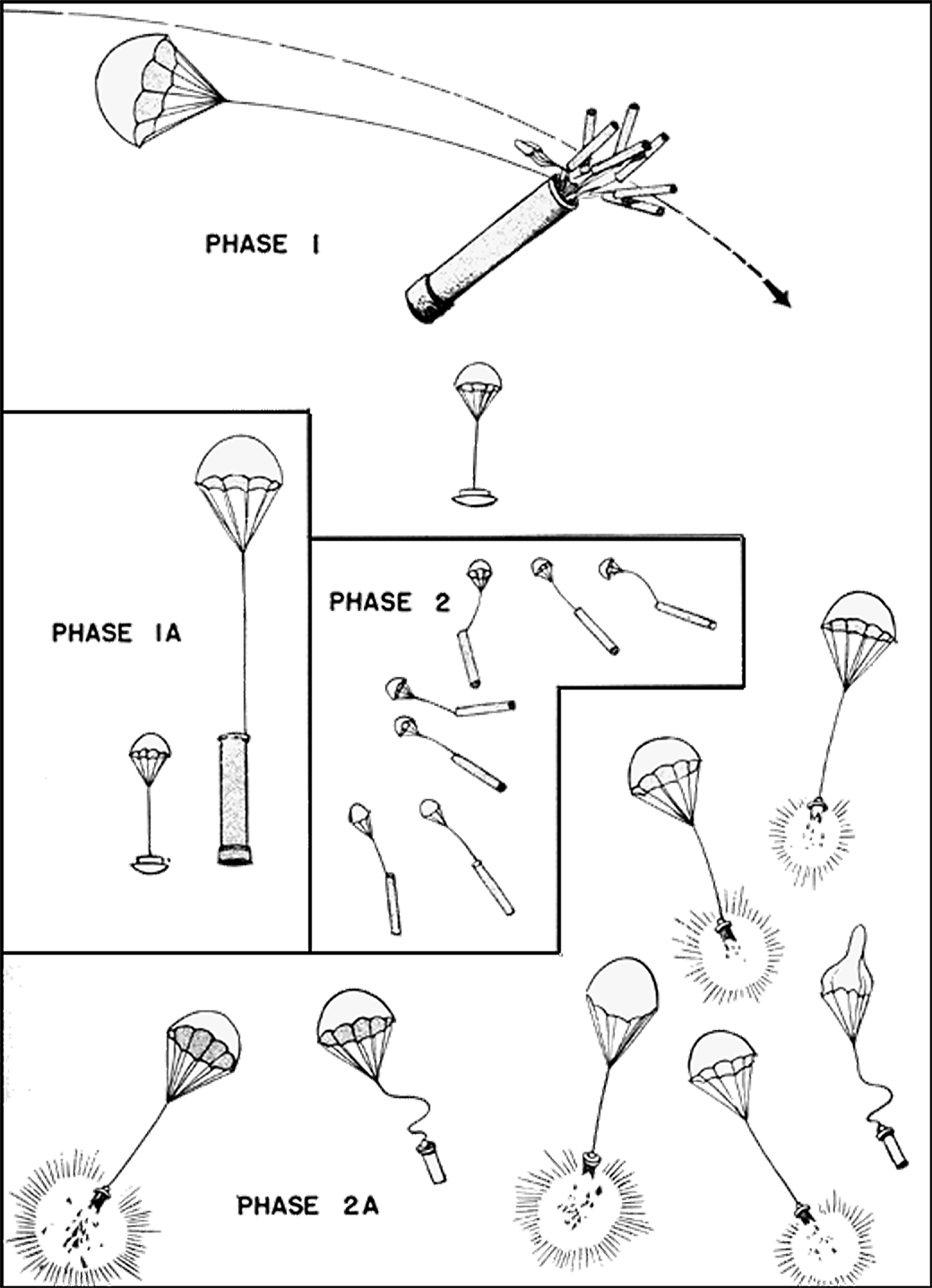
Выпущенная мина содержит 7 суббоеприпасов. Бомба взрывается при контакте самолета с кабелем. На этом рисунке суббоеприпасы неверно изображены как непосредственно взрывающиеся.

70-мм зенитный миномет — японский миномет времен Второй мировой войны, созданный как оружие пехоты против низколетящих самолетов (阻塞弾発射機 «Сосайдан Хасшаки» — общее название зенитного оружия, разработанного японскими военными во время Второй мировой войны.), применявшийся также против наземных целей.

## Описание
Оружие имело очень простую конструкцию. Миномет состоял лишь из деревянного бруска, к которому крепился ствол миномета, а внизу бруска имелся длинный шип, который нужно было вбить в землю. Оружие не имело прицела.
Ствол длиной 820 мм изготавливался из обычной бесшовной стальной трубы. Также выпускалась версия диаметром 80 мм. Кроме того, с 1945 по 1944 год были разработаны пусковая труба диаметром 4 см и боеприпасы к ней, но они не были внедрены в практическое применение.
Боеприпас имел весьма хитроумную конструкцию. Миномётный снаряд имел начины которая состояла из 7 небольших (17×127 мм) зарядов взрывчатого вещества с прикрепленными к ним парашютами. Каждый примерно 11/16 дюйма в диаметре (18 мм) и 3 дюйма (76 мм) в длину. После выстрела мина поднималалась на высоту около 600 метров и, достигнув верхней точки траектории полета, «воздушные мины» выпали из нее и медленно падали вниз с парашютами. Они были сделаны так, чтобы взорваться при контакте самолета со шнуром или через определенный период времени, повредив ближайший самолет.
Теория применения предполагала, что если длина шнура суббоеприпаса составляла 1 м, то площадь поражения самолета (например Curtiss P40) была предположена равной 18 м 2 . При расстоянии между парашютируемыми боеприпасами примерно 25 метров (по вертикали и горизонтали) вероятность поражения рассчитывалась как 3 %. Если предположить, что выпущено несколько мин с тем же разбросом, вероятность попадания возможно составит 15 %, а если таких зон заграждения несколько, то считалось, что вероятность попадания составит около 50 %. Чтобы создать «зенитную батарею», обращенные против ветра минометы вбивались в землю, таким образом, чтобы угол стрельбы учитывал скорость ветра и желаемую высоту заградительной зоны. Типичная «зенитная батарея» имела около 20 минометов, а в минуту производилось около 20 выстрелов на миномет.
Миномет также можно было использовать против пехоты противника как примитивную форму кассетной бомбы. В обоих случаях эффективность миномета была очень низкой из-за его весьма примитивной конструкции и отсутствия прицела, а также небольших зарядов взрывчатого вещества в его снарядах.
Согласно временному прайс-листу на оружие, созданному в 1944 году, ориентировочная цена составляет 300 иен за единицу. Зенитное орудие Тип 98 стоило 24 200 иен.

## ТТХ
- Калибр: 70,2 мм
- Длина ствола: 890 мм
- Общая длина: 1410 мм.
- Вес: около 24,6 кг

## Боеприпасы
Мина типа «Нанадори» взрывается на высоте 400 м, высвобождая семь суббоеприпасов, рассеивая суббоеприпасы на площади около 50 м. Суббоеприпас сбрасывается со скоростью 2 метра в секунду с помощью парашюта, на конце троса. Время парашютирования составляло примерно 3 минуты. Когда суббоеприпас соприкасается с самолетом, запальная трубка активируется и взрывается. На расстоянии 1 метра было 30 эффективных осколков, а контактный взрыв создавал в фюзеляже пробоину диаметром 15 см. Угол обстрела устанавливался от 80 до 45 градусов. Падающие снаряды и неразорвавшиеся боеприпасы могли ранить солдат. Суббоеприпас был соединен с тросом и воспламенителем фрикционного типа и воспламенился от приложения натяжения около 12 кг. Поэтому тянуть трос было запрещено. На случай, если бомба не взорвется, на внешней стороне бомбы была табличка с надписью «Абунай Сахаруна» («Не трогать»). При ликвидации неразорвавшихся боеприпасов острыми ножницами надо было перерезать тросик, сразу выходящий из суббоеприпаса, и аккуратно уложить его в контейнер, а затем подорвать или сбросить в воду.
- Общая длина: 275 мм
- Диаметр: 69,6 мм
- Общий боекомплект: примерно 2,4 кг.
- Общий вес суббоеприпаса: 150 г.
- Вес бомбы суббоеприпаса: 85 г.
- Длина подвесного тросика: 1 м.

## Схожие проекты
Unrotated Projectile, или UP — ракетное зенитное оружие ближнего действия, разработанное для Британского Королевского флота из-за отсутствия подходящих зенитных средств ближнего действия. Оно широко использовался британскими кораблями в начале Второй мировой войны.
Название «Невращающийся снаряд» связано с тем, что снаряд не стабилизируется за счет вращения а аналогично гладкоствольному миномету. Оружие имело 20 гладкоствольных стволов, Срабатывающих по десять одновременно. Небольшой заряд кордита использовался для обеспечения работы ракетного двигателя, который приводил в движение ракету диаметром 7 дюймов (18 см), запуская ее на расстояние около 1000 футов (300 м), где она взрывалась и выбрасывала 3 суббоетрипаса содержавшие 240 г взрывчатки, подвешенные к парашютам на тросе длиной 400 футов (120 м).